# Bartłomiej Mazowiecki
Bartłomiej Mazowiecki herbu Dołęga – sędzia ziemski zawskrzyński w 1788 roku, podstarości i sędzia grodzki zawskrzyński w 1780 roku, wojski zawskrzyński w 1778 roku, komornik ziemski płocki w 1761 roku.
W 1788 roku był posłem na Sejm Czteroletni z województwa płockiego. Wybrany ze stanu rycerskiego sędzią Sejmu Czteroletniego w 1788 roku.